# Rafael Morató i Senesteva
Rafael Morató i Senesteva (Barcelona, 1882 - Barcelona, 1937) fou un empresari i polític català.

## Biografia
Era fill de Rafael Morató i Sauleda, majorista de productes colonials amb interessos en els sectors tèxtil i navilier, que el 1901 adquirí els Porxos d'en Xifré. A la mort del seu pare el 1909, en continuà el negoci i fou soci de Foment del Treball Nacional. Presidí en tres etapes el Reial Club Marítim de Barcelona (1909-15, 1917-19 i 1933-36). El 1916 fou nomenat president honorari del club.
El 1920 va fer un donatiu a les colònies escolars de l'Ajuntament de Barcelona i va rebre la Placa d'or del Mèrit Naval. El febrer de 1930 fou nomenat regidor de l'Ajuntament de Barcelona.
Durant la Segona República Espanyola fou militant d'Unió Democràtica de Catalunya. Durant la Guerra civil espanyola es va mantenir lleial al govern republicà, però tot i així fou assassinat a Barcelona el 1937, com el també militant d'UDC Francesc de Paula Badia i Tobella.